# Tom Wilkens
Thomas Peter Wilkens, detto Tom (Middletown, 25 novembre 1975), è un ex nuotatore statunitense.
Specializzato nella rana e nei misti, ha vinto una medaglia di bronzo nei 200 m misti alle Olimpiadi di Sydney 2000.

## Palmarès
- Giochi olimpici

Sydney 2000: bronzo nei 200m misti.
- Mondiali

Fukuoka 2001: argento nei 200m misti e bronzo nei 400m misti.
- Mondiali in vasca corta

Mosca 2002: oro nei 400m misti e bronzo nei 200m misti.
- Giochi PanPacifici

Fukuoka 1997: bronzo nei 200m rana.
Sydney 1999: oro nei 200m misti, argento nei 200m rana e bronzo nei 400m misti.
Yokohama 2002: bronzo nei 200m misti.
- Universiadi

Fukuoka 1995: oro nei 200m misti.